# NGC 61A
NGC 61A es una galaxia lenticular localizada en la constelación de Piscis.